# Дам'єн Бруннер
Дам'єн Бруннер (нім. Damien Brunner; нар. 9 березня 1986, Клотен) — швейцарський хокеїст, крайній нападник клубу НЛА «Біль». Гравець збірної команди Швейцарії.

## Ігрова кар'єра
В юності Дам'єн виступав на Квебекському міжнародному хокейному турнірі 1999 та 2000 років за команду з Цюриху.
Хокейну кар'єру розпочав на батьківщині 2002 року виступами за команду «Клотен Флаєрс» за яку відіграв сім сезонів, на правах оренди також захищав кольори команд «Вінтертур» та «Тургау».
У сезоні 2008–09 Бруннер перейшов до клубу «Цуг» у складі якого в сезоні 2011–12 став найкращим бомбардиром регулярної першості.
1 липня 2012 року Бруннер підписав однорічний контракт з клубом НХЛ «Детройт Ред-Вінгс», згодом він повернувся на один сезон до лав «Цугу» під час локауту в НХЛ. Першу шайбу швейцарець закинув у ворота Карі Легтонена з «Даллас Старс».
Відхиливши пропозиції щодо продовження контракту від «Детройт Ред-Вінгс», Бруннер став необмежено вільним агентом. 16 вересня 2013 року Дам'єн відвідав тренувальний збір «Нью-Джерсі Девілс», а вже 24 вересня 2013 року сторони уклали дворічний контракт на суму $5 мільйонів доларів.
5 грудня 2014 року сторони вирішили розірвати угоду через непотрапляння швейцарця до основи «червоних крил» та його небажанням виступати за фарм-клуб в АХЛ. 12 грудня 2014 року Дам'єн повернувся до Швейцарії, де підписав п’ятирічний контракт з «Лугано» на суму 6 мільйонів CHF.
Другу половину сезону 2017–18 нападник пропустив через травму ноги.
19 травня 2018 року Бруннер та «Лугано» вирішили не продовжувати контракт. Згодом Бруннер уклав дворічну угоду вартістю 2 мільйони швейцарських франків з клубом НЛА «Біль».
26 серпня 2019 року «Біль» підписав з Бруннером контракт на три роки до завершення сезону 2022–23.

## Збірна
У складі національної збірної Швейцарії дебютував на чемпіонаті світу 2010 року. Учасник Олімпійських ігор 2014 року на яких швейцарці посіли дев'яте місце. Наразі за збірну провів на міжнародних турнірах 40 матчів.

## Статистика

### Клубні виступи
| Сезон        | Клуб                | Ліга         | Регулярний сезон | Регулярний сезон | Регулярний сезон | Регулярний сезон | Регулярний сезон | Плей-оф | Плей-оф | Плей-оф | Плей-оф | Плей-оф |
| Сезон        | Клуб                | Ліга         | І                | Г                | П                | О                | ШХ               | І       | Г       | П       | О       | ШХ      |
| ------------ | ------------------- | ------------ | ---------------- | ---------------- | ---------------- | ---------------- | ---------------- | ------- | ------- | ------- | ------- | ------- |
| 2002–03      | «Клотен Флаєрс»     | ШВЕЙ U20     | 6                | 1                | 0                | 1                | 0                | —       | —       | —       | —       | —       |
| 2003–04      | «Клотен Флаєрс»     | ШВЕЙ U20     | 21               | 9                | 5                | 14               | 8                | —       | —       | —       | —       | —       |
| 2004–05      | «Клотен Флаєрс»     | ШВЕЙ U20     | 43               | 33               | 24               | 57               | 62               | 9       | 6       | 1       | 7       | 26      |
| 2005–06      | «Клотен Флаєрс»     | ШВЕЙ U20     | 18               | 13               | 25               | 38               | 28               | —       | —       | —       | —       | —       |
| 2005–06      | «Вінтертур»         | ШВЕЙ 3       | 17               | 18               | 11               | 29               | 28               | 7       | 5       | 6       | 11      | 4       |
| 2006–07      | «Клотен Флаєрс»     | НЛА          | 42               | 9                | 9                | 18               | 22               | 11      | 1       | 0       | 1       | 4       |
| 2007–08      | «Клотен Флаєрс»     | НЛА          | 50               | 5                | 2                | 7                | 6                | 5       | 0       | 0       | 0       | 0       |
| 2008–09      | «Клотен Флаєрс»     | НЛА          | 12               | 0                | 0                | 0                | 2                | —       | —       | —       | —       | —       |
| 2008–09      | «Тургау»            | НЛБ          | 3                | 1                | 3                | 4                | 4                | —       | —       | —       | —       | —       |
| 2008–09      | «Цуг»               | НЛА          | 35               | 12               | 14               | 26               | 16               | 10      | 3       | 2       | 5       | 4       |
| 2009–10      | «Цуг»               | НЛА          | 47               | 23               | 35               | 58               | 22               | 13      | 5       | 5       | 10      | 6       |
| 2010–11      | «Цуг»               | НЛА          | 40               | 19               | 27               | 46               | 34               | 8       | 4       | 4       | 8       | 2       |
| 2011–12      | «Цуг»               | НЛА          | 45               | 24               | 36               | 60               | 48               | 9       | 3       | 11      | 14      | 6       |
| 2012–13      | «Цуг»               | НЛА          | 33               | 25               | 32               | 57               | 49               | —       | —       | —       | —       | —       |
| 2012–13      | «Детройт Ред-Вінгс» | НХЛ          | 44               | 12               | 14               | 26               | 12               | 14      | 5       | 4       | 9       | 4       |
| 2013–14      | «Нью-Джерсі Девілс» | НХЛ          | 60               | 11               | 14               | 25               | 26               | —       | —       | —       | —       | —       |
| 2014–15      | «Нью-Джерсі Девілс» | НХЛ          | 17               | 2                | 5                | 7                | 8                | —       | —       | —       | —       | —       |
| 2014–15      | «Лугано»            | НЛА          | 20               | 11               | 5                | 16               | 30               | 3       | 0       | 1       | 1       | 0       |
| 2015–16      | «Лугано»            | НЛА          | 36               | 13               | 21               | 34               | 18               | 14      | 7       | 7       | 14      | 12      |
| 2016–17      | «Лугано»            | НЛА          | 33               | 8                | 18               | 26               | 45               | 2       | 0       | 1       | 1       | 2       |
| 2017–18      | «Лугано»            | НЛА          | 24               | 7                | 7                | 14               | 8                | —       | —       | —       | —       | —       |
| 2018–19      | «Біль»              | НЛА          | 50               | 18               | 19               | 37               | 22               | 12      | 5       | 4       | 9       | 4       |
| 2019–20      | «Біль»              | НЛА          | 23               | 9                | 8                | 17               | 4                | —       | —       | —       | —       | —       |
| 2020–21      | «Біль»              | НЛА          | 29               | 11               | 14               | 25               | 43               | 2       | 1       | 0       | 1       | 0       |
| 2021–22      | «Біль»              | НЛА          | 44               | 21               | 23               | 44               | 22               | 4       | 1       | 0       | 1       | 0       |
| 2022–23      | «Біль»              | НЛА          | 48               | 14               | 18               | 32               | 37               | 11      | 3       | 2       | 5       | 4       |
| 2023–24      | «Біль»              | НЛА          | 37               | 6                | 9                | 15               | 12               | 8       | 1       | 1       | 2       | 0       |
| Усього в НЛА | Усього в НЛА        | Усього в НЛА | 648              | 235              | 297              | 532              | 438              | 112     | 34      | 38      | 72      | 44      |
| Усього в НХЛ | Усього в НХЛ        | Усього в НХЛ | 121              | 25               | 33               | 58               | 46               | 14      | 5       | 4       | 9       | 4       |

### Збірна
| Рік                | Команда            | Турнір             | Місце              | І  | Г  | П  | О  | ШХ |
| ------------------ | ------------------ | ------------------ | ------------------ | -- | -- | -- | -- | -- |
| 2010               | Швейцарія          | ЧС                 | 5-е                | 7  | 1  | 4  | 5  | 2  |
| 2012               | Швейцарія          | ЧС                 | 11-е               | 7  | 3  | 4  | 7  | 6  |
| 2014               | Швейцарія          | ОІ                 | 9-е                | 4  | 0  | 0  | 0  | 0  |
| 2014               | Швейцарія          | ЧС                 | 10-е               | 7  | 3  | 3  | 6  | 4  |
| 2015               | Швейцарія          | ЧС                 | 8-е                | 8  | 1  | 4  | 5  | 8  |
| 2017               | Швейцарія          | ЧС                 | 6-е                | 7  | 2  | 1  | 3  | 4  |
| Національна збірна | Національна збірна | Національна збірна | Національна збірна | 40 | 10 | 16 | 26 | 24 |